# Monte Klabat
O monte Klabat (em indonésio:  Gunung Klabat) é uma montanha na ilha em Celebes Setentrional, na ilha Celebes, na Indonésia. Não há registo de erupções históricas deste vulcão, pois um relato de uma erupção de 1683 terá sido produzido para o próximo monte Tongkoko e não para o Klabat. Tem 1995 m de altitude e 1850 m de proeminência topográfica.